# Тюгаев, Прокофий Фёдорович
Тюгаев Прокофий Фёдорович (6 октября 1931, Кузоватово, Средневолжский край — 2 марта 2011, Салават, Башкортостан) — генеральный директор (1977—1994) ОАО «Газпром нефтехим Салават», почётный гражданин города Салават.

## Биография
П. Ф. Тюгаев родился 6 октября 1931 года в деревне Кузоватово Кузоватовского района (ныне — Ульяновской области).
В 1951 году после окончания Сызранского нефтяного техникума был направлен на работу в г. Салават на нефтехимический комбинат № 18. На комбинате Тюгаев П. Ф. работал стажёром, оператором, старшим оператором по возведению объектов катализаторной фабрики, начальником смены.
С 1954 по 1956 годы П. Ф. Тюгаев служил в армии. После армии Тюгаев в должности старшего оператора участвовал в пуске производств Ново-Ишимбайского нефтеперерабатывающего завода.
Прокофий Фёдорович закончил Салаватский филиал УГНТУ по специальности «Технология нефти и газа» без отрыва от производства. Получил квалификацию инженера-технолога.
В дальнейшем до пенсии П. Ф. Тюгаев работал на ОАО «Салаватнефтеоргсинтез», где прошёл должности: начальник установки, заместитель начальника цеха, начальник цеха, директор завода карбамида, главный технолог Салаватского нефтеперерабатывающего комбината, главный инженер. C 1977 по 1994 годы он являлся генеральным директором ПО «Салаватнефтеоргсинтез».

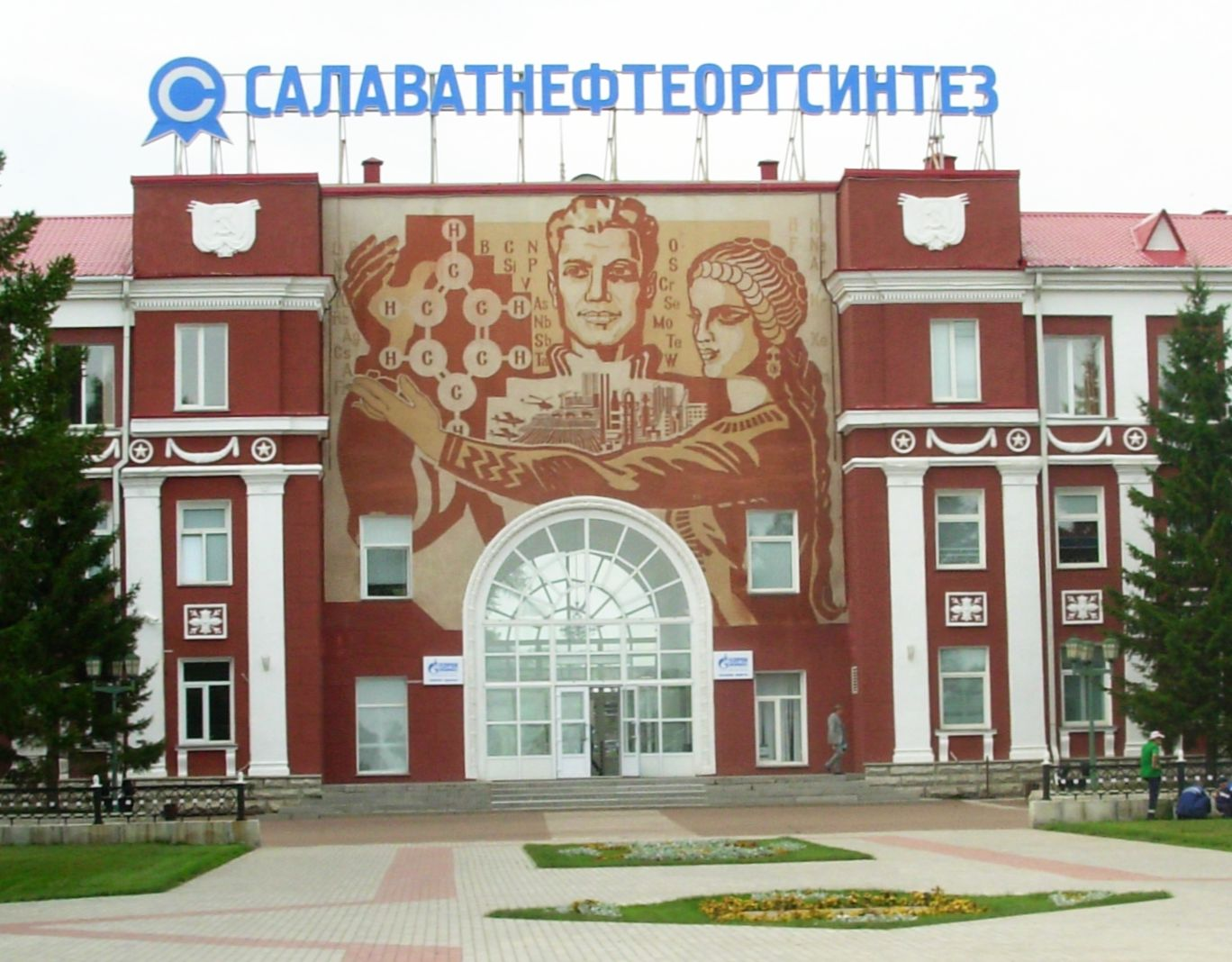
Административное здание Газпром нефтехим Салават

За время работы Тюгаевым Генеральным директором предприятие постоянно расширялось — были построены и введены в строй действующих крупнотоннажные производства — фталевого ангидрида и пластификаторов, окиси этилена, производство аммиака — АМ-76, вторая очередь производства бутиловых спиртов, производство этилена-пропилена ЭП-300, новое производство пластификаторов на химическом заводе, установки гидроочистки и реформинга на НПЗ и установки по переработке оренбургского газового конденсата.
Под его руководством с целью улучшения качества продукции и улучшения технологии выполнены реконструкции установок висбрекинга, производства жирных спиртов, установки ЭЛОУ АВТ-4. Проведены крупные работы по реконструкции очистных сооружений и других природоохранных объектов.
В связи с расширением перечня используемых химических технологий и выпускаемой продукции, в 1980 году предприятие переименовывается в производственное объединение «Салаватнефтеоргсинтез».
Являясь градообразующим, возглавляемое Тюгаевым предприятие в период с 1983 по 1986 годы построило около 50 тысяч квадратных метров жилья. В 1983 году было принято решение о возведении жилья и объектов соцкультбыта хозяйственным способом. Возникло движение «Молодёжных жилищных комплексов». Началось индивидуальное строительство. Планировалось развернуть масштабную застройку в виде посёлков-спутников (Юлдашево, Желанный). Проблема отвода земли (бартерная сделка) под них решилась благодаря участию в этом проекте Прокофия Фёдоровича.
При его участии построен дополнительный корпус под хирургическое отделение МСЧ-20, проведена реконструкция санатория-профилактория «Маяк», сооружены санаторные корпуса в Ялте и Красноусольске, построено новое здание санатория-профилактория в посёлке Нугуш, построены детский сад и столовая на турбазе «Агидель», построена современная детская поликлиника, введён жилой микрорайон «Нефтехимик», Салаватский музыкальный колледж.
П. Ф. Тюгаев многократно избирался депутатом Салаватского городского Совета депутатов трудящихся периода 70-80-х годов, депутатом Верховного Совета БАССР двух созывов, членом горкома и бюро горкома КПСС, кандидатом Башкирского обкома КПСС.
С 2010 года Тюгаев П. Ф. становится почётным гражданином города Салавата. Скончался 2 марта 2011 года в Салавате. Похоронен в Москве.

## Награды
- орден Трудового Красного Знамени (1971 год)
- медаль «За трудовую доблесть»
- звание «Почётный нефтехимик МНХП СССР» (1985 год)
- «Заслуженный нефтяник БАССР» (1991 год)
- «Заслуженный работник Минтопэнерго РФ»
- за внедрение изобретения созданного после 20 августа 1973 года вручён нагрудный знак «Изобретатель СССР»